# Kore (scultura)

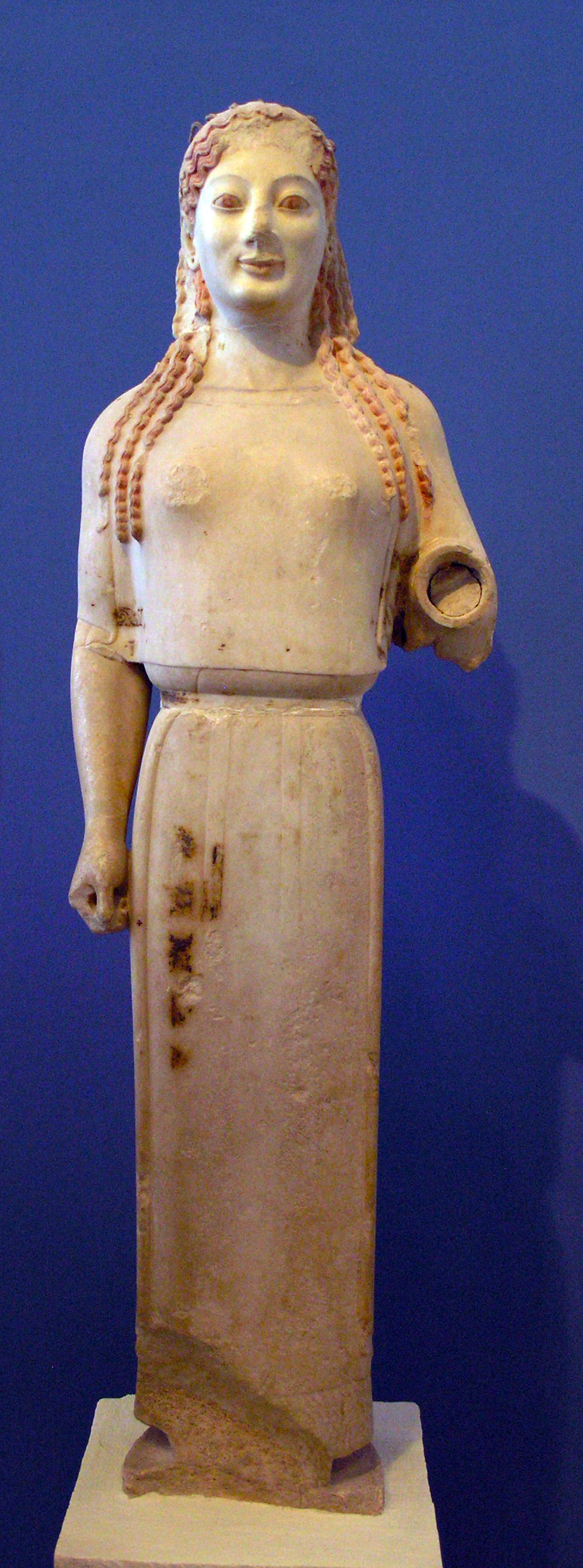
Kore col peplo, n. 679 (540 a.C. ca.), h. 120 cm, Atene, Museo dell'acropoli

Le korai, singolare kore . sono il corrispondente femminile dei kouroi, spesso rappresentate come giovani donne che hanno appena superato la fase della fanciullezza. Il termine kore venne utilizzato in seguito al ritrovamento di numerose statue votive femminili sull'acropoli di Atene, negli scavi della colmata persiana, e da questa accezione frequentemente allargato a designare altre statue femminili stanti di epoca arcaica, soprattutto nei casi di esemplari il cui soggetto resta, originariamente o in seguito alla perdita di attributi, indeterminato e astratto.

## Generalità
La prevalente funzione votiva delle korai, quale sembra essere testimoniata dalle fonti monumentali, rispetto alla frequente funzione funeraria del kouros, è da attribuirsi ad una differente condizione sociale, più che ad una differente concezione inerente alla funzione della tipologia scultorea.
Delle korai dell'acropoli di Atene, il cui nucleo centrale è datato alla seconda metà del VI secolo a.C., la Kore col peplo n. 679 rappresenta un esempio tipico, benché dotato di una certa individualità. In essa la ricercata semplicità della struttura è ottenuta attraverso la forma del peplo dorico che accentua quasi per contrasto la vivacità del volto. Giunta sino a noi ancora dotata di alcune tracce di colore nelle pupille e nei capelli, questa kore è stata paragonata da Humfry Payne al maestro del Cavaliere Rampin. Per avere nuovamente una figura femminile dotata della stessa "presenza" dell'Hera di Samo occorre attendere la Kore di Antenore, ormai vicina allo stile severo.
Riguardo all'aspetto tecnico-artistico, esse presentano:
- piedi uniti (differentemente dai kouroi/ couros, dove uno è avanzato);
- un braccio steso lungo il fianco a reggere la veste e l'altro, solitamente il sinistro, ripiegato sul petto in atto di recare un vaso o un piatto con delle offerte (caratteristica assente nel kouros, dove ambedue le braccia sono addossate al corpo);
- presenza di vestiti che indicano il ruolo della donna nella società greca (moglie e madre) e che quindi ne attenuano la fisicità: poteva essere il chitòne, la tunica (tipico indumento greco che possedeva un'irreale pieghettatura verticale che richiamava le scanalature delle colonne), e l'himation, una specie di mantello (utilizzato sopra il chitone), inoltre, un altro abito era il peplo (abito femminile dell'antica Grecia).

### L'Hera di Samo

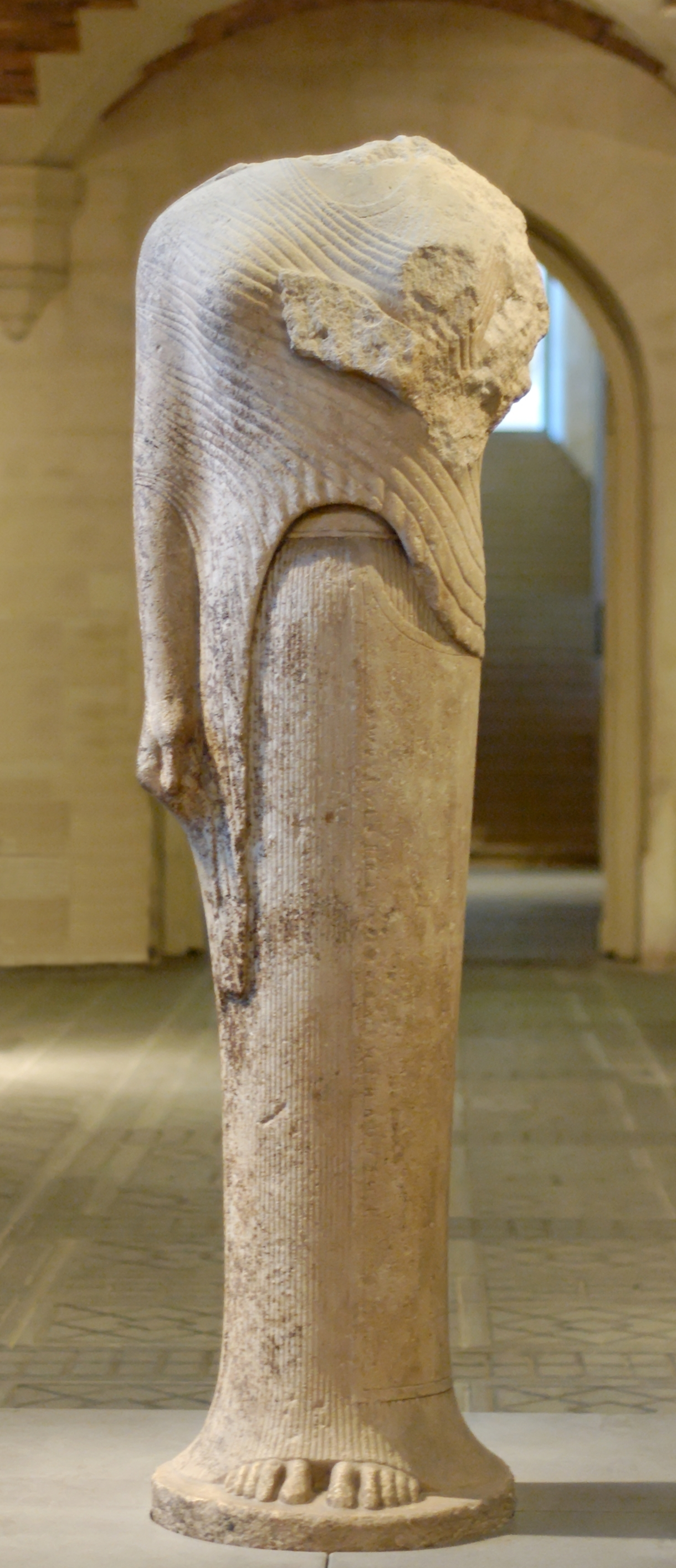
L'Hera di Samo

L'Hera di Samo è una kore che riassume lo stile scultoreo ionico. Essa è stata creata intorno al 570 a.C. e raffigura o la dea Era o una fanciulla che porta offerte al tempio. Sulla base è presente il nome Cheràmyes, probabilmente il nome di colui che offrì la statua alla dea. Sfortunatamente ci è pervenuta acèfala.
La statua è sostanzialmente cilindrica, partendo dai piedi fino a circa l'ombelico. Presenta tutte le varie caratteristiche delle korai, cioè:
- soggetto stante
- piedi uniti
- braccio lungo il corpo
- mano serrata
- braccio teso a porgere un dono
- parte inferiore campaniforme;

Nel caso proposto, il braccio che sta lungo il fianco è quello destro, mentre il sinistro è parzialmente perduto. Ad ogni modo se ne deduce, dai tratti rimasti, che doveva essere indirizzato verso l'alto e il petto nell'atto di porgere un'offerta, probabilmente una melagrana, per il suo significato di abbondanza e prosperità.
Il soggetto è vestito di chitone e himation, con un'alternanza di pieghettature verticali (del chitone) a pieghettature oblique (dell'himation), a riprodurre così le scanalature a spigoli smussati del fusto delle colonne dell'ordine ionico.